# Rocky Balboa (película)
Rocky Balboa es una película dramática estadounidense de 2006 protagonizada, escrita y dirigida por Sylvester Stallone como el boxeador Rocky Balboa. Está coprotagonizada por Milo Ventimiglia, Burt Young y Antonio Tarver en su único papel actoral. En la película, Balboa (Stallone), ahora un anciano dueño de un pequeño restaurante, es desafiado a una pelea de exhibición por el joven boxeador impetuoso Mason Dixon (Tarver).
Se trata de la sexta entrega de la saga Rocky que empezó en 1976 con la ganadora del Óscar en la primera entrega. El desarrollo de una sexta película de Rocky comenzó después de que Stallone expresara su pesar por el resultado de Rocky V (1990), que fue vista como una conclusión decepcionante para el final de la franquicia. El largometraje incluye referencias a personajes y objetos de entregas anteriores, y Stallone se inspiró en las luchas y triunfos personales recientes al escribir la película. Es el primer esfuerzo como director de Stallone desde Rocky IV (1985) y es la única aparición cinematográfica de Tarver. La fotografía principal comenzó en diciembre de 2005 y duró hasta enero de 2006, con lugares de rodaje que incluyeron Las Vegas, Los Ángeles y Filadelfia. A diferencia de las entregas anteriores de la franquicia, la coreografía de lucha en esta sexta entrega fue menos guionizada, presentando golpes reales lanzados por Stallone y Tarver. La película ha sido calificada PG (menores de edad acompañados por adultos) por la MPAA (Motion Picture Association of America), debido a sus escenas de combate y a su lenguaje, después de que Rocky V fuese clasificada PG-13.
Fue estrenada en cines por MGM Distribution Co. en América del Norte y 20th Century Fox a nivel internacional el 20 de diciembre de 2006, treinta años después del estreno de la primera película. Recibió críticas generalmente positivas de los críticos, con elogios por su guion, la actuación de Stallone y la sincera exploración del personaje de Balboa, con muchos críticos calificándola de una mejora significativa con respecto a su predecesora, y muchos etiquetando a la película como una de las mejores entradas de la franquicia. Fue un éxito en la taquilla, recaudó $156 millones en todo el mundo, superando las expectativas de recuperarse del desempeño de taquilla de su predecesora. Un spin-off, Creed, se lanzó en 2015 y dio inicio a su propia serie.

## Argumento
Rocky Balboa, excampeón del mundo de los pesos pesados, lleva veinte años retirado del boxeo después de su grandiosa victoria en Moscú, frente al gigantesco campeón amateur ruso Iván Drago, pelea que sería la última de su épica carrera. 
Ahora con casi 60 años, y tras haber perdido a su gran amor, Adrianna Pennino, a causa de un cáncer de ovario en el 2002, no puede parar de pensar en todo lo que vivió junto a ella a lo largo de toda su vida, lo que lo lleva a vivir envuelto en la melancolía. Todavía habita en el viejo barrio que le vio crecer. A pesar de lo mucho que el mundo ha cambiado, él sigue siendo el mismo tipo. Es el dueño de un restaurante italiano con el nombre de Adrianne’s, donde la gente acude principalmente para oírle contar anécdotas durante la comida. Paulie, el cuñado de Rocky, es la única persona, que se mantiene cerca del legendario boxeador desde la muerte de Adrianne, también entabla una amistad con su viejo rival Spider Rico, además, se reencuentra con Marie, una mujer a la que Rocky conoce desde hace más de treinta años, con quien ha establecido una amistad, al igual que con Steps, el hijo de Marie. Robert, el único hijo de Rocky, ha alcanzado ya la edad adulta, y a pesar de los triunfos y gran carrera de su padre, se avergüenza de él, pero más aún, de llevar una vida propia e incluso tener un buen empleo, haciéndolo sentirse infeliz al ser incapaz de vivir a la sombra de su padre.
Mientras tanto, en el mundo del boxeo profesional, el actual e invicto campeón de los pesos pesados, Mason Dixon, es despreciado por los aficionados a este deporte debido a sus combates rápidos y aburridos, donde su rival apenas tiene ocasión sino para caer abatido sobre la lona. Dixon es consciente de que no hay un solo boxeador que pueda estar frente a él, al menos un round, pero muchas personas, entre ellas, su exentrenador y amigo desde la infancia, Martin Conner, están conscientes de que Dixon necesita retos para obtener el respeto y admiración del público.
La falta de un rival a la altura de Dixon y la mediocridad de los existentes lleva a la cadena deportiva de televisión ESPN a la creación de un programa de boxeo virtual, en el que se comprueba quién sería vencedor si Mason Dixon (con un récord de 33-0-0) se enfrentará al legendario Rocky Balboa (con un récord de 57-23-1).
Dixon no le presta mucha atención a la pelea de computadora, la cual dio como vencedor por KO a Balboa, pero la pelea hace sentir en Rocky el deseo de volver al mundo del boxeo profesional, por lo que solicita la licencia para boxear, la cual primero fue rechazada, pero poco después fue aceptada, además de que la pelea virtual, ha creado muchas expectativas y ha atraído la atención de muchos medios y aficionados del boxeo.
Para tratar de mejorar la imagen de Dixon y su relación con el público, su mánager, L.C Luck y su agente, Lou Dilloni piensan en un combate de exhibición contra Rocky Balboa. Tendría lugar en Las Vegas, y la mitad de las ganancias serían donadas a causas benéficas. Rocky se muestra sorprendido al conocer la propuesta, ya que era diametralmente opuesta a lo que él pretendía hacer con su vuelta al ring. Aun así, Rocky acepta el reto para demostrarse a sí mismo que puede volver a luchar, para sacar «la bestia negra que tiene dentro», como le comenta a Paulie, quien, como consecuencia de su edad, es dado de baja de su trabajo. Habla también con su hijo Robert, quién renuncia a su empleo y se reconcilia con su padre, para acompañarlo durante su entrenamiento y combate final.
Hasta Las Vegas se desplaza Rocky junto a Paulie, Robert, su entrenador Tony Evans (Quien fue entrenador del fallecido Apollo Creed), Rico, Marie, y su hijo Steps, para presenciar la 1.ª pelea de Rocky, después de veinte años de retiro. Ni la prensa ni los especialistas confían en el legendario luchador, al que no le auguran siquiera que aguante dos asaltos frente a Dixon, debido a su elevada edad (superando los cincuenta años). 
Llega el día de la pelea, en el Mandalay Bay, en donde tras un inicio bastante desalentador del combate, donde Rocky solo consigue conectar nueve de trece golpes frente a los cincuenta y nueve de sesenta y nueve de Mason, casi pierde por KO en el segundo asalto. Cuando parece que el fin del combate está cerca, Dixon sufre una fractura en su mano izquierda tras golpear la cadera de Rocky, cuando este aprovecha para poner tierra de por medio. Comienza así un «nuevo» combate, mucho más igualado, donde los dos púgiles brindan un gran espectáculo al público allí presente como a los telespectadores.
El combate acaba como estaba previsto, al finalizar los diez asaltos, y Rocky le da las gracias a Dixon por haberle brindado la oportunidad de pelear nuevamente. También se dirige a Paulie, al que le dice que ha sacado «la bestia negra que tenía dentro». Rocky y sus acompañantes se marchan del ring mientras los jueces anuncian sus puntuaciones por megafonía, en tanto Rocky se despide del público por última vez. El combate lo gana Mason Dixon, por decisión dividida, aunque poco le importa al italiano. La película acaba como empieza, con Rocky sentado frente a la tumba de Adrianne, y dándole las gracias por ayudarle a conseguir volver a pelear. Por último, le dice una última frase a su difunta esposa: «Yo Adrianne we did it» (Adrianne, lo hicimos).
A medida que avanzan los créditos, un recuadro muestra a personas corriendo por los escalones de Rocky en respuesta a una llamada del director para que lo hagan para la película.

### Final alternativo
El final alternativo, que se incluía como contenido exclusivo en el DVD original, mostraba igualmente la pelea contra Mason Dixon, con la diferencia de que Rocky y sus acompañantes no abandonan el ring al finalizar el combate, sino que esperan a escuchar la decisión de los jueces, siendo Rocky el ganador por decisión no unánime en esta ocasión. El final alternativo no incluye la escena de Rocky frente a la tumba de Adrianna Pennino.

## Rodaje

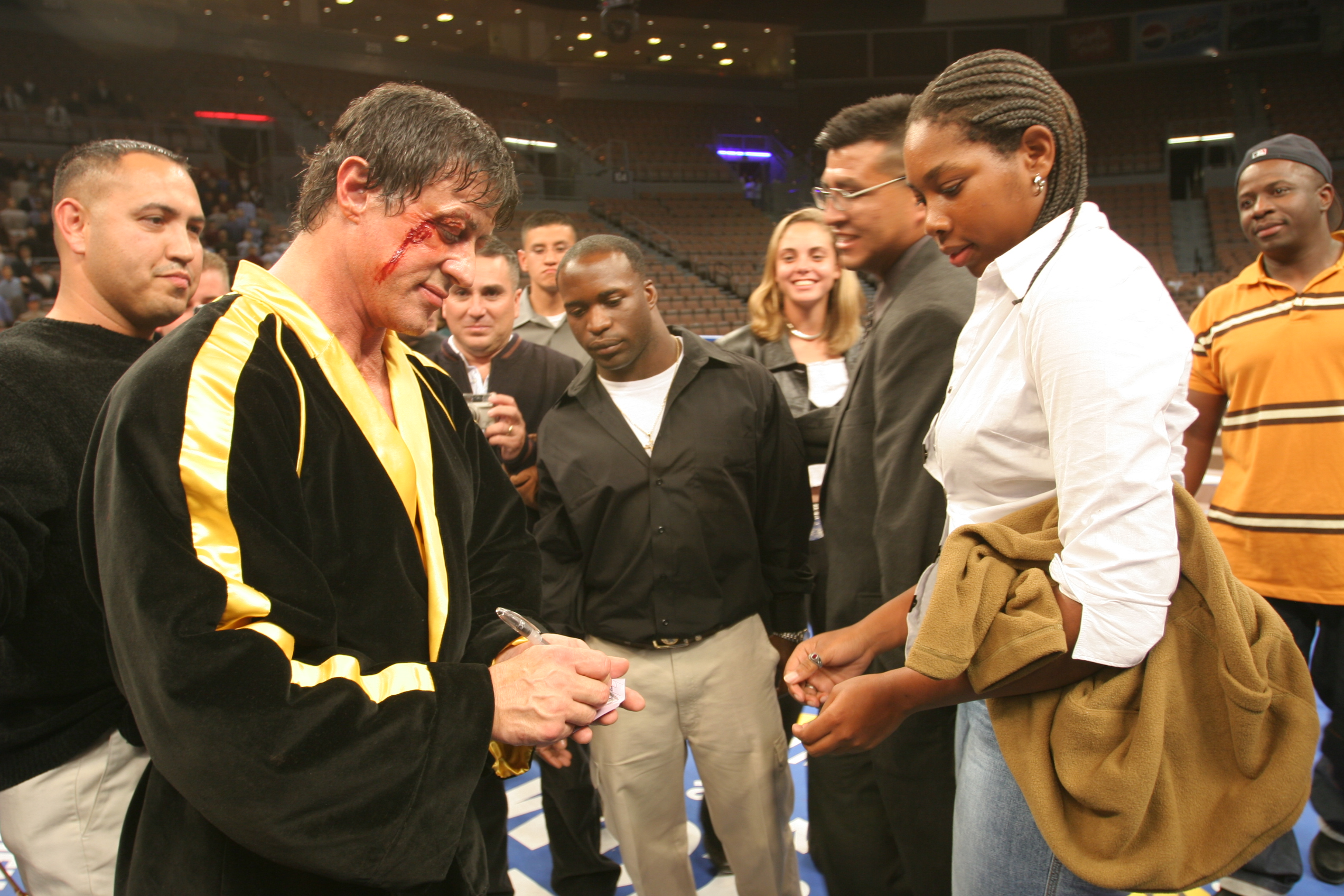
Sylvester Stallone firmando un autógrafo durante el rodaje de la película.

El rodaje de Rocky Balboa se inició en diciembre de 2005, en Las Vegas, Nevada, para pasar después a Los Ángeles, California, y acabar en Filadelfia, Pensylvania, a mediados de 2006. El presupuesto para los treinta y ocho días de rodaje fue de veinticuatro millones de dólares. La película estaba programada para estrenarse el día Presidents Day (día festivo en Estados Unidos, el tercer lunes de febrero) en 2007, pero finalmente se adelantó al 22 de diciembre de 2006, antes de Navidad.
Stallone aprovechó su buen estado de forma y grabó primero el combate contra Dixon, para luego engordar y grabar las escenas previas a este, donde se muestra su vida en Filadelfia. Cabe destacar que retomó su famoso personaje de boxeador a los cincuenta y nueve años de edad y cumplió los sesenta cuando la película triunfaba en las taquillas de medio mundo.
Rocky Balboa fue un resurgir en la carrera de Stallone y su mayor éxito en más de diez años.
En marzo de 2006 apareció el primer teaser-trailer (trailer no definitivo) en internet. El trailer completo apareció con la película Pirates of the Caribbean: Dead Man's Chest, el 7 de julio en algunas salas, y después en Yahoo!, el 10 de julio, donde se convirtió en uno de los trailers más vistos en la historia de esa página web.

## Tema musical principal
La canción principal de la película fue escrita por la conocida Diane Warren, autora de canciones para más de ochenta películas, pero el que sería el tema principal de la película Still Here finalmente fue excluido y reemplazado por el mítico Gonna Fly Now.
La cantante británica Natasha Bedingfield grabó la canción Still Here. Stallone le preguntó personalmente si quería cantar el tema después de conocerla en una fiesta en Los Ángeles.

## Respuesta de la crítica
La película fue muy bien recibida, siendo la mayoría de las críticas positivas, superando con creces la película anterior, Rocky V. En el programa Ebert & Roeper, tanto Richard Roeper como la crítica invitada Aisha Tyler dieron a la película unos entusiastas dedos arriba. Otras críticas positivas han venido de Variety, David Eldstien de New York Magazine, Ethan Alter de Premier Magazine, Victoria Alexander de Filmsinreview.com, Michelle Alexandria de ECLIPSE Magazine, Palo Alto Weekly, Brett Buckalew de Filmstew.com, Robert W. Butler de Kansas City Star, J. R. Jones de Chicago Reader, Jack Garner de Rochester Democrat and Chronicle, Hollywood Reporter, Owen Gleiberman de Entertainment Weekly, Samrat Sharma de fullhyd.com, y StarBlabber.com, quien dijo que la secuencia de boxeo fue «la mejor por lejos».
Algunas críticas vinieron de Christy Lemire, quien describió a la película como una autoparodia.
La película recibió el certificado de «Fresh» (Fresca), clasificándose con un 76 % en el sitio de películas Rotten Tomatoes (a 12/1/07), un «Must Go!» (Debemos Ir) en Fandango, una estrella 4,8 en Netflix, y (desde 2/4/07), con 25 550 votos, un ranking de 7,4 de 10 en IMDb.
La película también fue recibida con mucho entusiasmo por la mayoría de la comunidad de boxeadores, ya que muchos expertos consideran que el personaje de Rocky Balboa todavía es una figura clave del boxeo (recientemente al personaje Rocky Balboa se lo incluyó en el salón de la fama de boxeo de ESPN), y que las escenas realizadas para la pelea fueron las más realistas de todas las películas de boxeo. En el DVD Stallone dice que esto se debió al hecho de que se utilizaron efectos de sonido realistas (las anteriores películas de la saga habían sido hechas con sonidos poco realistas y fuertes sonidos de golpes) y al hecho de que, tanto Stallone como Tarver, se dieron verdaderos puñetazos.